# Sava Negrean Brudașcu
Sava Negrean Brudașcu (n. 2 iunie 1947, Buciumi, România) este o interpretă de muzică populară ardelenească.
În repertoriu are în special piese din zona Sălajului, fiind născută în satul Buciumi. A fost deosebit apreciată și pentru cântecele patriotice (“Doamne ocrotește-i pe români”, “Noi suntem români” etc.). Un cunoscut cântec al său este “Mă cunosc că-s sălăjancă”.
Este căsătorită cu politicianul Dan Brudașcu cu care are o fiică, Eileen Sava, avocat în cadrul Baroului Cluj.